# À peine j'ouvre les yeux
À peine j'ouvre les yeux é um filme de drama franco-tunisiano de 2015 dirigido por Leyla Bouzid e escrito por Marie-Sophie Chambon. Foi selecionado como representante de seu país ao Oscar de melhor filme estrangeiro em 2017.

## Elenco
- Baya Medhaffar - Farah
- Ghalia Benali - Hayet
- Montassar Ayari - Borhėne